# Alfredo Keil

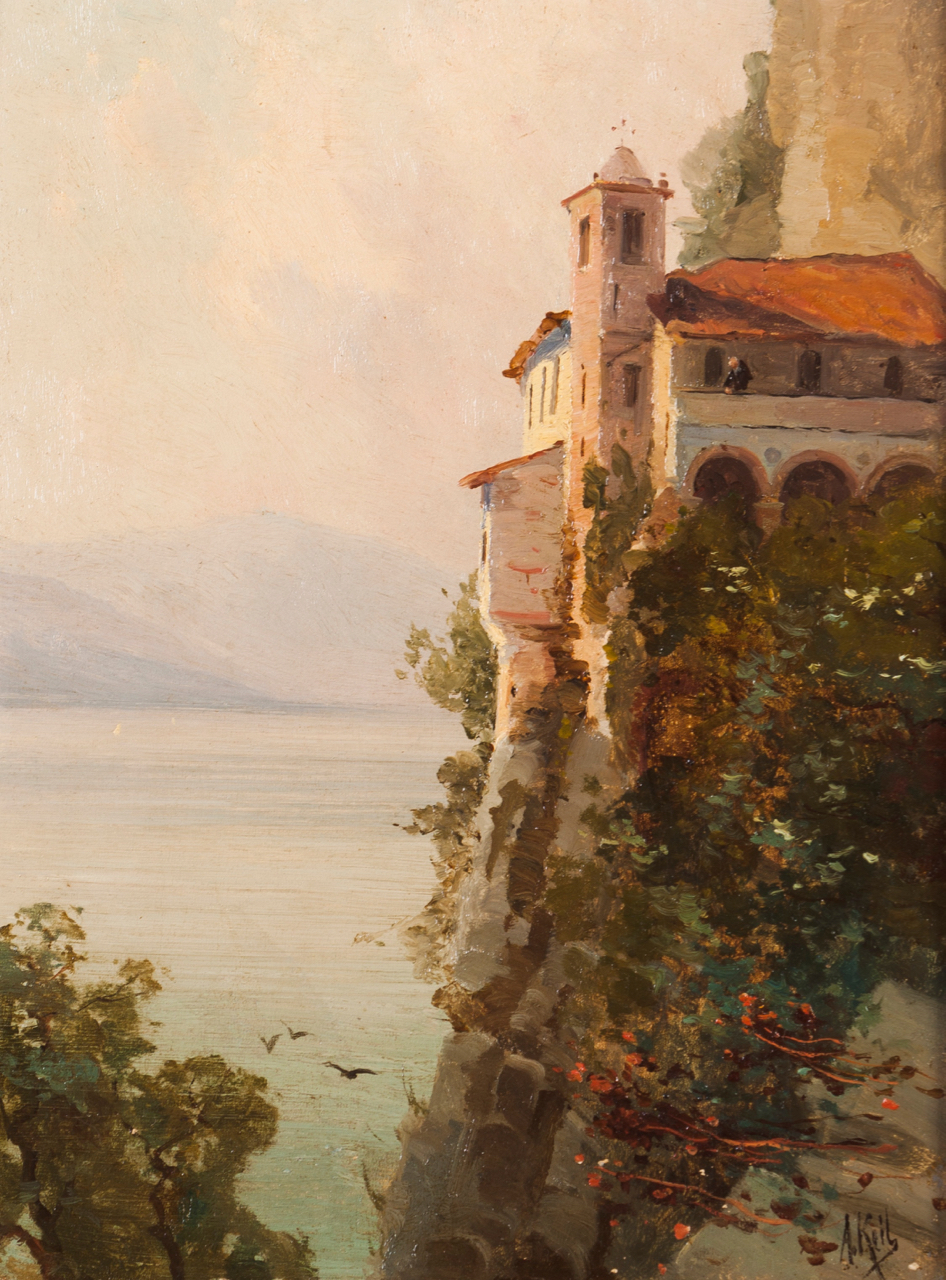
Alfredo Keil, Klasztor św. Katarzyny del Sasso nad jeziorem Maggiore (1888)

Alfredo Keil (ur. 3 lipca 1850 w Lizbonie, zm. 4 października 1907 w Hamburgu)  – portugalski kompozytor, malarz i poeta niemieckiego pochodzenia, twórca portugalskiej opery narodowej i hymnu państwowego Portugalii .

## Życiorys
Pochodził z rodziny wywodzącej się z Niemiec. Już w dzieciństwie przejawiał uzdolnienia muzyczne, plastyczne, poetyckie i lingwistyczne. Początkowo uczył się muzyki w Lizbonie u Antónia José Soaresa, Óscara de la Cinny, Ernesta Vieiry. W 1868 wyjechał do Norymbergi by studiować malarstwo i kompozycję. Po powrocie do Portugalii w 1870 skupił się na twórczości plastycznej, zyskując sławę jako malarz; uczestniczył w wielu wystawach i był wielokrotnie nagradzany . 
W tym czasie nie poświęcał wiele uwagi muzyce. Komponował jedynie drobne utwory fortepianowe i pieśni o charakterze salonowym. Dopiero sukces jego pierwszej jednoaktowej opery komicznej Susana (1883)  rozbudził w nim pasję kompozytorską, która trwała nieprzerwanie przez następnych 20 lat . 
Równocześnie nadal uprawiał malarstwo i kontynuował twórczość poetycką , a także zajmował się archeologią i dużo podróżował . Był też kolekcjonerem historycznych instrumentów muzycznych, zgromadził cenną kolekcję liczącą około 400 eksponatów . Współcześnie kolekcja ta znajduje się w Museu da Música w Lizbonie.

## Twórczość
Keil dążył do stworzenia idiomu portugalskiej muzyki artystycznej, co widoczne jest zwłaszcza w jego operach prezentujących wysoki poziom warsztatowy, mimo że posługiwał się obiegowymi środkami techniki kompozytorskiej . Po premierze swojej najbardziej dojrzałej opery komicznej Serrana (1899), która jako pierwsza została wydrukowana z librettem w języku portugalskim (chociaż w partyturze był umieszczony również tekst przetłumaczony na język włoski), Keil został uznany za twórcę portugalskiej opery narodowej  .
Jego skłonność do manifestowania uczuć patriotycznych i nacjonalistycznych obrazują takie kompozycje jak kantata Patria (1884) , Marcha de Gualdim Pais (1895) , pieśni napisane z okazji 500. rocznicy urodzin Henryka Żeglarza (1894) , a przede wszystkim hymn Portuguesa (1890) do słów Henrique Lopesa de Mendonçy, który już w 1891 był powszechnie śpiewany, a po ukonstytuowaniu się w 1911 nowej republiki stał się portugalskim hymnem narodowym  .

## Odznaczenia

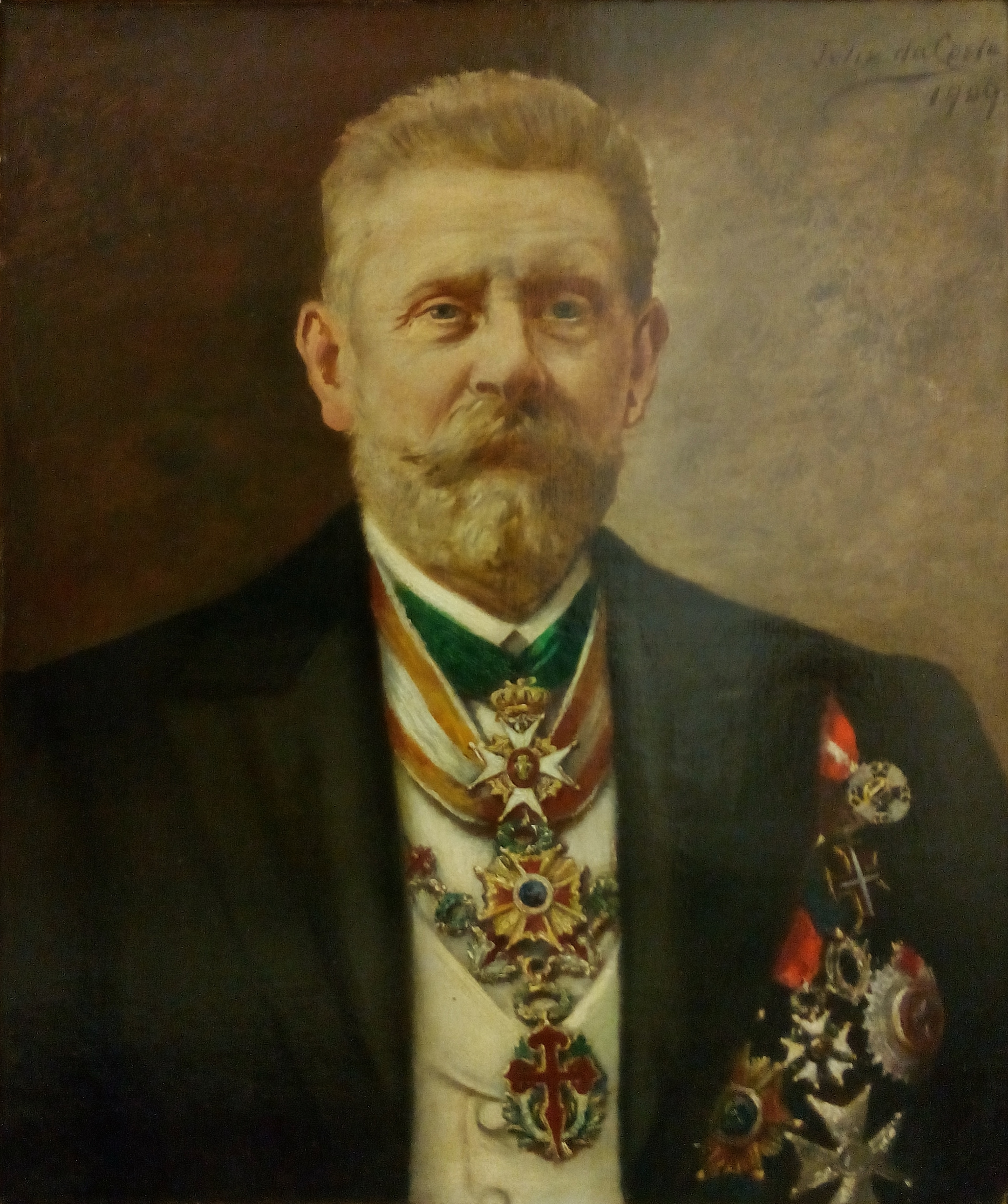
Portret Alfredo z widocznymi komandoriami orderów: św. Jakuba, Izabeli Katolickiej i Wazów, każdy z gwiazdą na prawej piersi, a także z dwoma krzyżami kawalerskimi orderów Legii Honorowej i Palm Akademickich, jednym Orderu Chrystusa oraz medalem.

- Krzyż Komandorski z Gwiazdą Orderu św. Jakuba (1889, Portugalia)[4]
- Krzyż Komandorski Orderu św. Jakuba (Portugalia)[5]
- Krzyż Oficerski Orderu św. Jakuba (1888, Portugalia)[5]
- Krzyż Kawalerski Orderu Chrystusa (Portugalia)[4][5]
- Krzyż Orderu Karola III (1886, Hiszpania)[6]
- Krzyż Komandorski z Gwiazdą Orderu Izabeli Katolickiej (Hiszpania)[4]
- Krzyż Komandorski II Klasy Orderu Wazów (Szwecja)[4][7]
- Krzyż Kawalerski Orderu Legii Honorowej (Francja)[4]
- Krzyż Kawalerski Orderu Palm Akademickich (Francja)[4]